# Karin Guthke
Karin Guthke, née le 23 novembre 1956 à Berlin-Est, est une ancienne plongeuse est-allemande, médaillée de bronze olympique en 1980.

## Carrière
Lors des Jeux olympiques d'été de 1980 à Moscou, elle remporte la médaille de bronze en tremplin à 3 m derrière la Soviétique Irina Kalinina et sa compatriote Martina Proeber.